# Cooper Developmental Road
Die Cooper Developmental Road ist eine Fernverkehrsstraße im Südwesten des australischen Bundesstaates Queensland. Sie verläuft in Südwest-Nordost-Richtung und hat eine Länge von 229 km. Sie ist verbindet die Bulloo Developmental Road bei Nockatunga mit der Diamantina Developmental Road in Naretha.
Die Straße ist nach dem Cooper Creek benannt, der ca. 70–100 km westlich in etwa parallel verläuft.

## Verlauf
Unmittelbar westlich des Wilson River führt die Cooper Developmental Road zunächst 7 km nach Nordwesten. In diesem Bereich heißt sie auch Adventure Way. Diese Straße zweigt dann nach Westen ab und überquert den Cooper Creek Richtung Grenze zu South Australia, während die Cooper Developmental Road nach Norden weiterführt. Bei Bundeena führt sie zunächst nach Osten und dann nach Nordosten zwischen der McGregor Range und der Grey Range hindurch nach Eromanga
Von Eromanga aus führt die Straße weiter nach Osten, Richtung Quilpie. Bei Naretha trifft sie auf die Diamantina Developmental Road.
Bis auf ein ca. 10 km langes Stück südlich von Bellalie ist die Straße durchgängig befestigt.